# 線形 (路線)

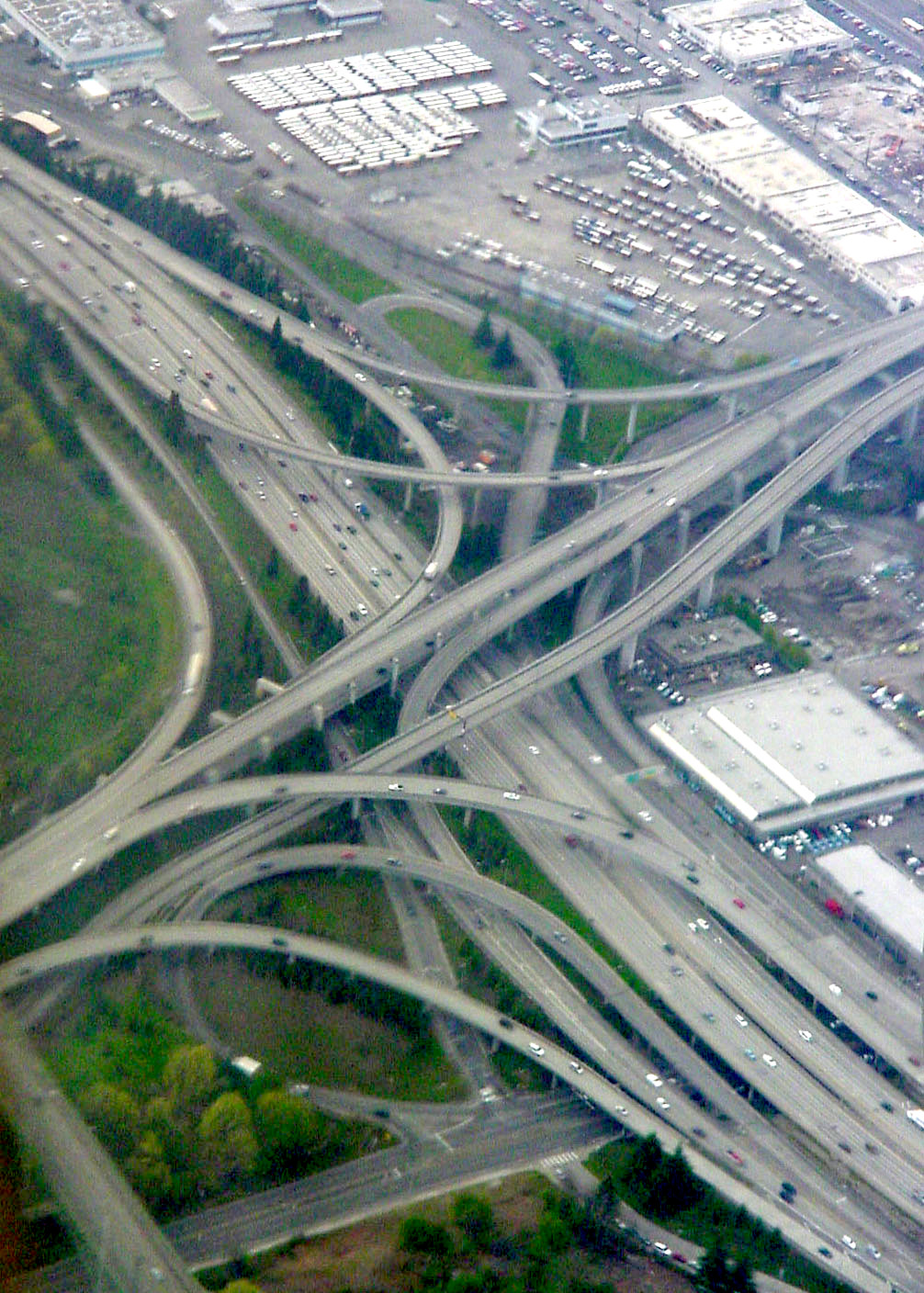
複雑な線形が幾何学模様を描く高速道路のジャンクション

線形（せんけい、alignment）は、道路や鉄道などの路線の形状のこと。すなわち、平面的な路線の形状がどのような直線と曲線の組み合わせであるか、上り坂や下り坂などの勾配がどのように構成されているかなどを示すものである。

## 概要
道路や鉄道が出発点（起点）から目的地（終点）を結ぶとき、その形状が直線のみで構成されることや、すべて平坦であることは一般的ではない。途中に障害物があれば、それを避けるために路線に曲線を挿入する必要があり、起点と終点に高低差があれば路線に勾配を設ける必要がある。このような路線の形状を線形と称する。
線形には、平面的な直線および曲線の組み合わせを示す平面線形、路線に沿った勾配を示す縦断線形のほか、曲線区間において車両が円滑に走行できるように設けられる片勾配・カントなどがあり、これらを個々に線形要素と称する。一般に、平面線形が主として直線や緩い曲線で構成され、縦断勾配が平坦に近い路線は線形がよいと呼ばれ、逆に急曲線や急勾配が多い路線は線形が悪いと呼ばれる。線形の良し悪しは、車両の走行性に影響を与え、線形のよい路線は快適に高速走行が可能である。
また、鉄道や道路のほか、線形は河川の形状を示す場合にも用いられる。

## 平面線形

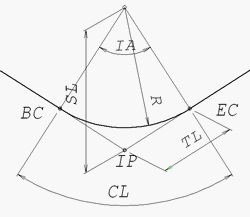
曲線区間の配置
BC - 曲線始点 / EC - 曲線終点
R=半径 / CL=曲線長 / IA=交角

### 直線と曲率半径・曲率
平面線形は、路線の平面的な形状を示す線形要素である。平面線形の基本は直線と円弧曲線であり、ともに円弧半径Rをもって示す。半径Rが小さいほど急な曲線であり、直線ではR=∞（無限大）となる。また、平面線形は曲率kで示すこともでき、半径の逆数で示されk=1/Rの関係にある。したがって、曲率が大きいほど急曲線であり、直線を曲率で示すとk=0となる。
走行する車両が路線の曲線区間にさしかかると、車両には遠心力が作用する。このときの遠心力は以下の式で表すことができる。
{\displaystyle F={\frac {mv^{2}}{R}}=mv^{2}k}
ここに、
- F - 遠心力
- m - 車両の質量
- v - 車両の走行速度
- R - 曲率半径
- k - 曲率

である。
このことから、遠心力は車両の走行速度が速いほど大きくなり、曲率半径が小さいほど大きくなることがわかる。遠心力が過大となると乗り心地を損ねるほか、車両が転覆・脱線・路外逸脱するなど事故の原因となる。したがって、車両が快適に高速走行を行うためには、曲率半径を大きく（曲率を小さく）する必要がある。また、やむを得ず小さな曲率半径とする場合は、走行車両に対し速度制限を設定する。

### 緩和曲線

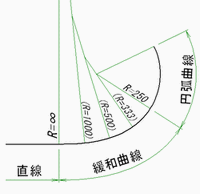
緩和曲線の事例
直線から徐々に曲率が変化し、所定の半径 (R=250) にすり付いている。

前述のとおり、平面線形の基本とは直線と円弧曲線であり、円弧曲線はその曲線区間で曲率半径（曲率）が一定となっている。しかし、直線区間から曲線区間へ直接移行すると、走行する車両が急激なハンドル操作を要求されたり、突然大きな遠心力が作用するなど、乗り心地や安全性に悪影響を与える。とりわけ曲率半径の小さな急曲線への突然の移行は影響が大きい。
そこで、直線（曲率半径R=∞ / 曲率k=0）から所定の円弧曲線の曲率へ徐々に変化する曲線を挿入することがあり、これを緩和曲線と呼ぶ。緩和曲線は、運転操作や乗り心地を改善するほか、後述の片勾配・カントをなめらかに変化させること（カントの逓減）ができる。また、直線と曲線のみならず、曲率半径の異なる円弧曲線同士を接続するときにも緩和曲線が挿入される。また鉄道では、円弧曲線部分がなく緩和曲線部分だけで構成される全緩和曲線が使われることもある。
道路の場合は曲率の逓減を一定にするが、鉄道の場合は直線的に逓減する直線逓減と曲線的に逓減する曲線逓減がある。直線逓減の場合は緩和曲線の始点や終点で曲率が微分不可能になるが、曲線逓減の場合は緩和曲線の始点や終点が微分可能になるため高速鉄道（新幹線など）で使われる。
一般に緩和曲線としては以下の曲線が用いられる。
- クロソイド曲線　直線逓減（完全な直線）
  - 曲率が一定の比率で変化する曲線である。
  - 一定の速度での走行中に、一定の速度でハンドルを操作したときの軌跡に相当する。
  - 道路の緩和曲線として用いられる。
  - 鉄道の場合は保守のための計算が比較的大変なので省力化軌道の場合に採用されることが多い。
- 3次曲線（3次放物線）　直線逓減（完全な直線ではない）
  - 鉄道で用いられる緩和曲線[2]。保守のための計算がクロソイド曲線より容易なため、バラスト軌道ではこちらが採用されることが多い。
- サイン半波長逓減曲線　曲線逓減
  - 鉄道で用いられるもので[2]、日本では新幹線の内120 km/h以上で走行する区間などに用いられている。
- マッコーネル曲線
  - 自転車競技場で用いられている。
  - ロール軸の角躍度を最小化する[3]。

## 縦断線形

### 勾配
| 設計速度 (km/h)                                                          | 勾配の制限値 (%) | 勾配の制限値 (%) |
| 設計速度 (km/h)                                                          | 規定値           | 特例値           |
| ------------------------------------------------------------------------ | ---------------- | ---------------- |
| 120                                                                      | 2                | 5                |
| 100                                                                      | 3                | 6                |
| 80                                                                       | 4                | 7                |
| 60                                                                       | 5                | 7〜8             |
| :                                                                        | :                | :                |
| 20                                                                       | 9                | 11〜12           |
| 道路構造令による日本の普通道路の事例。特例値はやむを得ない場合の上限値。 |                  |                  |

路線が高さの違う二点を結ぶとき、その間の路線は勾配を持つこととなる。この勾配は後述する片勾配と区別するため、とくに縦断勾配と呼ぶこともある。
勾配の程度は一般に百分率または千分率を用いて表す。道路の勾配は百分率を用いるのが一般的であり、5パーセントであれば水平に100 m進んだとき5 mの高低差を持つ勾配である。一方、道路に比べ勾配の小さい鉄道では千分率をもって示し、10パーミルであれば水平に1000 m進んだとき10 mの高低差を持つ勾配となる。また、勾配が0、すなわち平坦であることを、とくにLevel（レベル）と呼ぶ。
大きな勾配は、走行する車両の速度に影響する。急勾配の上り坂は車両の加速に負担を与え、急な下り坂ではブレーキの効きが悪くなることから、やはり高速走行には適さない。したがって、路線の設計速度に応じて、勾配の最大値が設定されているのが一般的である。また、平面線形と同様に、やむをえず急勾配を設定する際には速度制限を設けることがある。

右表に日本の道路の事例として道路構造令により定められている「設計速度に対する縦断勾配の制限値」を示す。設計速度が高いほど、縦断勾配に厳しい制限値を設けていることがわかる。

### 縦断曲線・縦曲線
|                                                     |
|                                                     |
| 上 - 縦断曲線のない場合。 下 - 縦断曲線のある場合。 |

勾配が変化する地点において、一点で突然勾配を変化させると路線に「折れ」が生じてしまい、走行性を阻害したり、路面に車両の底が接触したりするなど好ましくない。そこで、勾配の変化点では縦断方向に曲線を挿入し、徐々に勾配を変化させる。この曲線を縦断曲線、または英語表記からバーチカル・カーブ (vertical curve) と呼び、とくに鉄道においては縦曲線と呼ぶ。縦断曲線は二次曲線（放物線）が用いられるが、円弧で近似できるため、半径を用いてその大きさを表す。
縦断曲線は右図に示すように、車両の視認性を確保する効果もある。右図の上は縦断曲線のない場合であり、勾配変化点の手前を走る車両からは、勾配変化点により死角が生じその先を走る車両を視認することができない。一方、下の図のように縦断曲線を挿入すると、死角が小さくなり前方の車両を視認することができる。このような線形の状態から視認性が確保できる距離を視距（しきょ）と呼ぶ。視距は設計速度の高い路線では大きく取る必要があることから、縦断曲線の半径を大きく取ることが求められる。

## 片勾配・カント

### 曲線部に与える傾き
平面線形で前述したとおり、曲線部を走行する車両には、曲線の外側へ押し出そうとする遠心力が作用する。過大な遠心力は、乗り心地を阻害し、安定した走行に悪影響を与える。
そこで、曲線部の内側を下げる、あるいは曲線部の外側を上げるなどにより、車両に遠心力と反対方向の傾きを与えることで、車両の曲線部の走行を快適・円滑にすることが行われる。道路においては、路面全体を曲線の内側に傾けることから、これを片勾配（かたこうばい）やバンク (bank) と呼ぶ。片勾配は、縦断勾配と同様に百分率（パーセント）で表す。一方、鉄道においては、曲線の内側と外側のレールに高低差を付けることで、同様の効果が得られる。これをカント (cant) と呼び、レールの高低差（日本ではミリメートル）をもって示す。

### 効果
片勾配およびカントの役割は、以下のとおりである。
遠心力による力を低減する働き
車両に遠心力が作用すると、自動車ではタイヤと路面の間に横滑りを起こそうとする力が作用し、鉄道車両においては車輪がレールを押す横圧が作用する。これらが過大となると、自動車は横滑りを始め、鉄道車両は車輪がレールを乗り越え脱線を起こす可能性がある。これに対し、片勾配やカントは、その傾きにより遠心力と逆向きの力を与え、これらの影響を低減する働きがある。
転倒・転覆を抑制する働き
遠心力は車両の重心に作用する。したがって、重心の高い車両では遠心力により、外側へ転倒・転覆しようとする回転力（モーメント）が作用する。これに対し、片勾配やカントは、車両の重心の位置を曲線部内側に移動する効果を持ち、逆向きのモーメントを与える。これにより、転倒・転覆の回転力を低減する効果を持つ。
乗り心地を改善する働き
遠心力は車両のみならず、車両内の搭乗者・乗客等にも作用する。過大な遠心力は乗り心地にも影響を与えるが、適切な片勾配やカントは乗り心地も改善する。たとえば、遠心力と片勾配・カントによる回転力が一致した場合、車内の人間は遠心力を感じない。注意していれば垂直方向加速度の変化(感じる重力の変化)に気がつく可能性はあるが、水平方向に加速度を受けるよりは乗り心地への影響は遙かに小さい。

### 水勾配（道路）
片勾配やカントは遠心力の作用する曲線部に設けるのが基本であり、曲率が 0 の直線区間では、理論上設ける必要はない。しかしながら、道路において路面の勾配を水平にしておくと、雨天時に路面に水がたまりやすく排水性もよくないことから、直線区間においても水が流れる程度の勾配（1.5パーセントから2パーセント程度）を設けている。
また（左側通行において）、二輪車のタイヤ右側が減りがちになるのは、この水勾配によるものである。

### 合成勾配（道路）
縦断勾配と片勾配（横断勾配）を合成した勾配を合成勾配と言い、路面の最急勾配となる。道路の縦断勾配のある区間で平面曲線がある場合、合成勾配が生じる。ここで自動車は勾配抵抗と曲線抵抗を同時に受け、通常より抵抗が大きくなる。特に急勾配で曲線半径が小さい場合は、運転上危険が生じやすい。
その大きさは、
{\displaystyle S={\sqrt {i^{2}+j^{2}}}}
ここに、
- S : 合成勾配 (%)
- i : 片勾配 (%)
- j : 縦断勾配 (%)

で得られる。

## その他

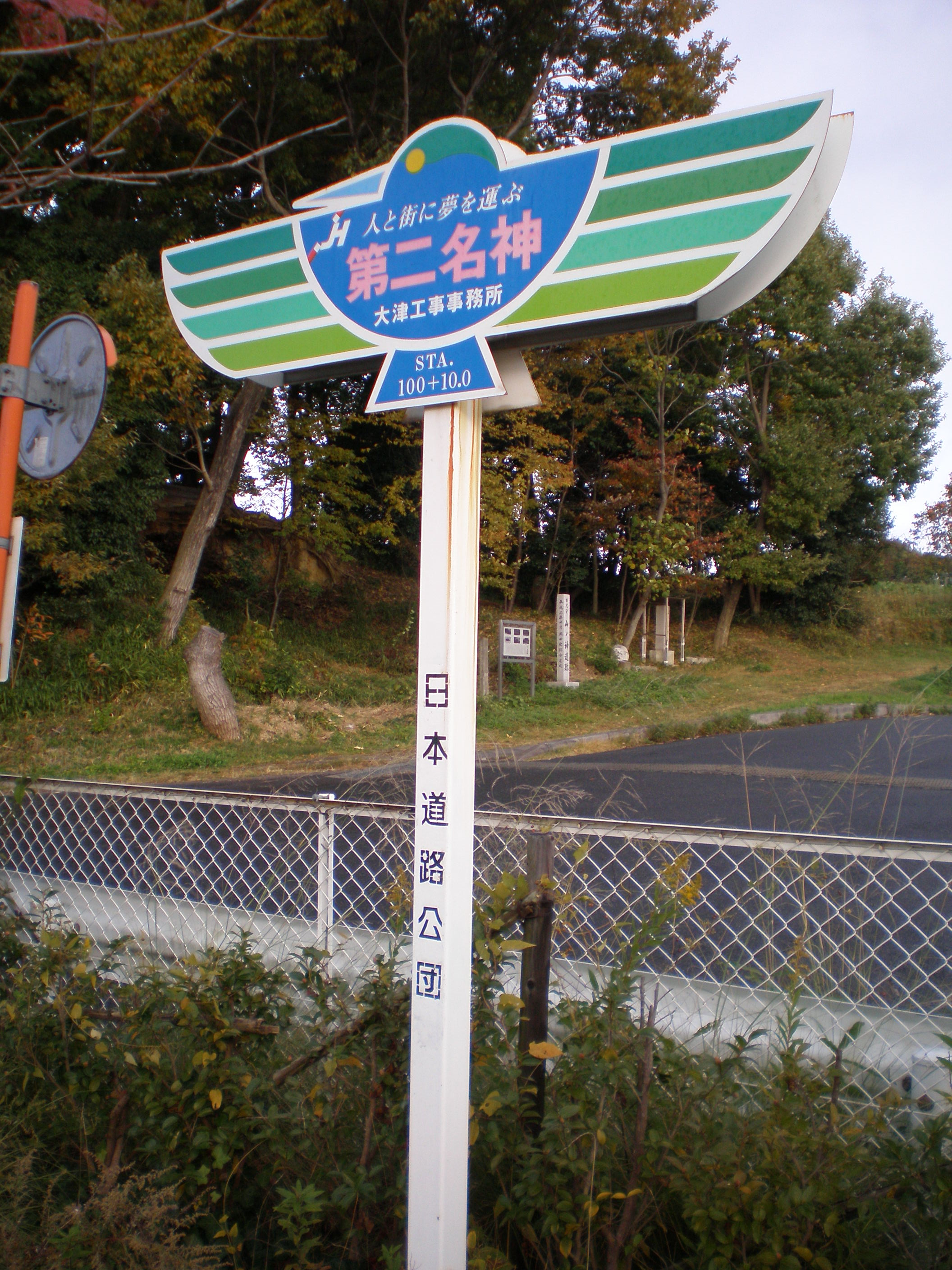
日本道路公団が設置した第二名神高速道路（当時）の測点

| 記述例       | 距離 （起点から） | 用途     |
| ------------ | ----------------- | -------- |
| No.22 + 2.0  | 442.0 m           | 道路     |
| STA.5 + 12.0 | 512.0 m           | 高速道路 |
| 12k573       | 12,573 m          | 鉄道     |

その他、線形に関する用語を概説する。
拡幅要素
道路の曲線区間において、内輪差の影響を吸収したり、視距を確保するために、曲線部の内側を広げる線形要素。
スラック
鉄道の曲線区間において、曲線部内側のレールをわずかに移動してレールの間隔を広げることにより、鉄道車両の曲線走行を円滑にする線形要素。
測点とキロ程
起点から終点に向かい、路線に沿って設けられる距離を示したもの。
測点
道路で設けられる。日本においては、20メートルごとにNo.（ナンバー）を順に振っていくほか、高速道路では100メートルごとのSta.（ステーション）が用いられることもある。測点以外の位置を示す場合は、手前の測点からの距離をメートル単位で付加し、測点 + ○○の形で示す。
キロ程
鉄道で起点からの距離をキロメートル単位で示したもの。距離の後にkを付加して示し、キロメートル以下の端数がある場合は、kの後にメートル単位の数字を付加して示す。一方、ヤード・ポンドの単位系が用いられる国では「マイル程」が使われ、日本においてもメートル法移行以前はマイル程によっていた。